# 阿尔芒特勒
阿尔芒特勒（法語：Armenteule，法語發音：[aʁmɑ̃tœl]）是法国上比利牛斯省的一个旧市镇，属于巴涅尔德比戈尔区。2016年1月1日，阿尔芒特勒与市镇卢当维耶勒合并为新的卢当维耶勒。

## 地理
阿尔芒特勒（42°48'54"N, 0°24'49"E）面积0.71 平方千米，位于法国奧克西塔尼大區上比利牛斯省，该省份为法国西南部内陆省份，北至热尔省，西接大西洋比利牛斯省，南与西班牙接壤，东临上加龙省。
与阿尔芒特勒接壤的市镇（或旧市镇、城区）包括：埃斯塔尔维耶勒、热诺斯、卢当维耶勒、卢代尔维耶勒、阿代尔维耶勒-普谢尔格。
阿尔芒特勒的时区为UTC+01:00、UTC+02:00（夏令时）。

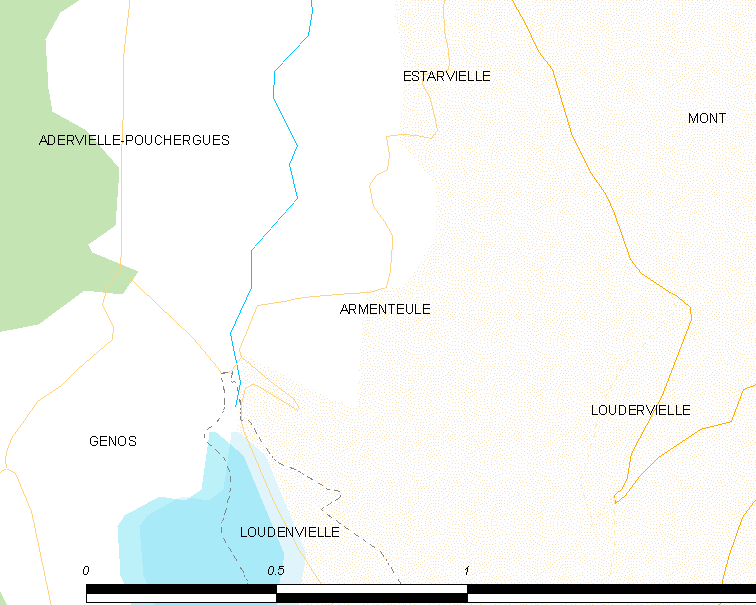
阿尔芒特勒的OSM定位图

## 行政
阿尔芒特勒的邮政编码为65510，INSEE市镇编码为65027。

## 政治
阿尔芒特勒所属的省级选区为内斯特-欧尔-卢龙县。

## 人口

1962-2008年间阿尔芒特勒人口变化图示

阿尔芒特勒于2018年1月1日时的人口数量为62人。